# Tibelloides bryantae
Espèce
Synonymes
- Apollophanes bryanti Gertsch, 1933
- Cleocnemis rudolphi Mello-Leitão, 1943

Tibelloides bryantae est une espèce d'araignées aranéomorphes de la famille des Philodromidae.

## Distribution
Cette espèce se rencontre au Paraguay, au Brésil et en Colombie.

## Description
La femelle holotype mesure 5,41 mm.
Le mâle décrit par Prado, Baptista, Schinelli et Takiya en 2022 mesure 5,28 mm et la femelle 5,98 mm, les mâles mesurent de 4,90 à 7,10 mm et les femelles de 5,10 à 7,60 mm.

## Systématique et taxinomie
Cette espèce a été décrite sous le protonyme Apollophanes bryanti par Gertsch en 1933. Elle est placée dans le genre Cleocnemis par Dondale et Redner en 1975 puis dans le genre Tibelloides par Prado, Baptista, Schinelli et Takiya en 2022.
Cleocnemis rudolphi a été placée en synonymie par Prado, Baptista, Schinelli et Takiya en 2022.

## Étymologie
Cette espèce est nommée en l'honneur d'Elizabeth Bangs Bryant.

## Publication originale
- Gertsch, 1933 : « Notes on American spiders of the family Thomisidae. » American Museum Novitates, no 593, p. 1-22 (texte intégral).